# Thomas Cromwell
Thomas Cromwell (ur. ok. 1485 w Putney, zm. 28 lipca 1540 w Londynie) – polityk, doradca i minister Henryka VIII.
Został mianowany przez Henryka VIII wikariuszem generalnym Kościoła anglikańskiego, zarządził spis majątków kościelnych i na jego podstawie zostały rozwiązane klasztory. Złote przedmioty zostały przetopione na pieniądze. Przyczynił się także do zniszczenia historycznych kościołów oraz klasztorów, spalenia dzieł sztuki i przedmiotów kościelnych. Duchowni zostali uzależnieni finansowo od króla. Było to bezpośrednią przyczyną wybuchu powstania zwanego Pielgrzymką Łaski.
Zginął z rąk kata, jako inicjator nieudanego (jak się później okazało) małżeństwa króla z Anną Kliwijską.
Oliver Cromwell (1599–1658), lord protektor Anglii pochodził z rodziny jego siostry – Catherine Cromwell.

## Młodość
Thomas Cromwell urodził się około 1485 r. w Putney (hrabstwo Surrey) jako syn Waltera Cromwella – kowala, handlarza wełną, właściciela browaru i gospody . Możliwe, iż Walter miał irlandzkie korzenie. Matka Thomasa, Katherine, poślubiła Waltera w 1474 r. 
Cromwell miał dwie siostry: starsza, Katherine, poślubiła Morgana Williamsa, walijskiego prawnika; młodsza, Elizabeth, wyszła za farmera, Williama Wellyfeda. Syn Katherine i Morgana, Richard, otrzymał zatrudnienie u swego wuja i zmienił nazwisko na Cromwell.
Niewiele wiadomo na temat młodości Cromwella. Uważa się, że urodził się na Putney Hill. Czasem wskazuje się okolicę na zachód od drogi z Richmond do Wandsworth.
W liście do arcybiskupa Canterbury, Thomasa Cranmera, Cromwell wyznaje, że był „zabijaką... w młodości” . Jako młodzieniec opuścił Putney i przedostał się przez Kanał na kontynent. Relacje o jego działalności we Francji, Italii i Niderlandach są schematyczne i często sprzeczne. Według przypuszczeń, najpierw zaciągnął się do armii francuskiej jako najemnik i pomaszerował z nią do Italii, gdzie walczył w bitwie nad Garigliano (1503). Przebywając w Italii, został przyjęty na służbę w domu florenckiego bankiera, Francesco Frescobaldiego.
Następnie odwiedził najważniejsze ośrodki kupieckie w Niderlandach, nawiązując tam kontakt z kupcami angielskimi oraz ucząc się kilku języków. W pewnym momencie powrócił do Italii. Akta angielskiego szpitala w Rzymie wskazują, że Cromwell przebywał w mieście w czerwcu 1514 r. , natomiast Archiwa Watykańskie sugerują, iż był wysłannikiem Christophera Bainbridge’a, arcybiskupa Yorku, w którego imieniu przedkładał Rocie Rzymskiej sprawy dotyczące Anglii.

## Małżeństwo i potomstwo
Po powrocie do Anglii ok. 1515 r. poślubił Elizabeth Wyckes . Mieli troje dzieci:
- Gregory Cromwell (ok. 1520–1551)
- Anne Cromwell (zm. ok. 1529)
- Grace Cromwell (zm. ok. 1529).

Żona Cromwella zmarła na początku 1529 r. , a jego córki prawdopodobnie wkrótce potem. Zabezpieczenie finansowe dla Anne i Grace zawarte w testamencie Cromwella, datowanym na 12 lipca 1529 r., zostało później wykreślone. Gregory zmarł na angielskie poty w 1551 r.
Thomas Cromwell miał także nieślubną córkę, Jane (ok. 1535–1580), o której młodości nic nie wiadomo. Według powieściopisarki Hilary Mantel: „Cromwell miał nieślubną córkę i poza faktem, że istniała, wiemy o niej bardzo niewiele. W aktach pojawia się sporadycznie i w niewiarygodnie niejasny sposób – jest w archiwach hrabstwa Chester”  . Jane poślubiła Williama Hough (ok. 1527–1585) z Leighton w Wirral (hrabstwo Cheshire) około 1550 r. . William Hough był synem Richarda Hough (1508–1573/4), przedstawiciela Cromwella w Chester w latach 1534–1540  Nie wiemy, jaką rolę w życiu Jane grali Thomas i Gregory Cromwell. Jane i jej mąż pozostali zagorzałymi katolikami, stając się częścią opozycji religijnej (tzw. recusants) za panowania Elżbiety I.

## Prawnik, członek Parlamentu, doradca Wolseya
W latach 1517 i 1518 Cromwell stanął na czele poselstwa do Rzymu. Jego celem było uzyskanie bulli od papieża Leona X, pozwalającej na przywrócenie sprzedaży odpustów w mieście Boston (hrabstwo Lincolnshire).

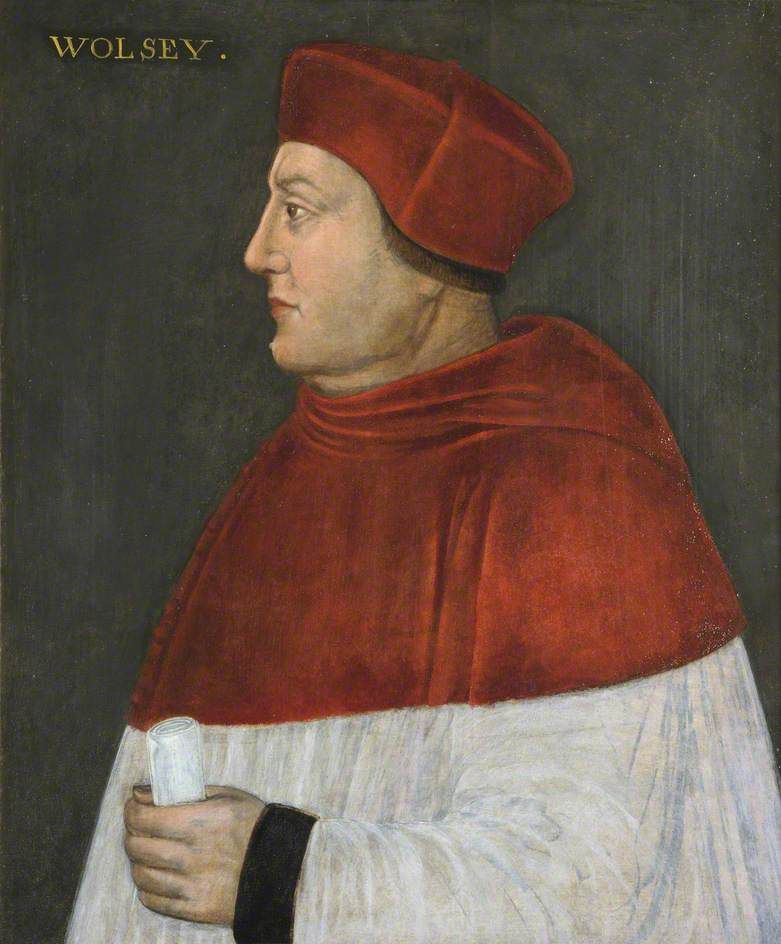
Thomas Wolsey

Do 1520 r. Cromwell ustabilizował swoją pozycję w kręgach prawniczych i kupieckich Londynu . W 1523 r. zasiadł w Parlamencie jako delegat jednego z miast (ang. burgess), jednak reprezentowany przez niego obszar pozostaje niezidentyfikowany . W 1524 r. został mianowany członkiem Gray’s Inn. 
W latach ok. 1516–1530 Cromwell pracował dla lorda kanclerza, kardynała Thomasa Wolseya. Był jego doradcą od 1519 r., a od 1529 r. jego sekretarzem . W latach 20. Cromwell był odpowiedzialny za likwidację niemal trzydziestu klasztorów – dzięki pozyskanemu w ten sposób majątkowi kardynał ufundował szkołę w Ipswich (The King’s School, 1528) oraz Cardinal College w Oksfordzie (1529) . W 1526 r. Wolsey mianował Cromwella członkiem swojej rady; do 1529 r. Cromwell stał się jednym z jego najbardziej zaufanych pomocników. Pod koniec października tego roku Wolsey został jednak pozbawiony władzy . Cromwell przysporzył sobie wrogów, pomagając Wolseyowi w rozwiązywaniu klasztorów, starał się jednak nie stracić wpływów mimo porażki kardynała, o czym poinformował George’a Cavendisha, biografa Wolseya.

## Ulubieniec króla
Cromwellowi udało się przetrwać zagrożenie związane z upadkiem Wolseya. W listopadzie 1529 r. uzyskał miejsce w Parlamencie jako reprezentant Taunton . W ostatnich tygodniach 1530 r. król mianował go członkiem Tajnej Rady . Cromwell zajmował wiele stanowisk służąc Henrykowi VIII, między innymi:
•	Strażnik Klejnotów Królewskich (Master of King’s Jewel House): 14 kwietnia 1532, ok. 1533–1540

•	kanclerz skarbu: 12 kwietnia 1533–1540

•	Sekretarz Stanu: ok. kwietnia 1534 – kwiecień 1540

•	Konstabl zamków Hertford (Hertfordshire) 1534–1540, Berkeley (Gloucestershire) 1535–1540, Leeds (Kent) 4 stycznia 1539–1540

•	Wizytator Generalny klasztorów: 21 stycznia 1535

•	Kanclerz uniwersytetu Cambridge: 1535–1540

•	lord tajnej pieczęci: 2 lipca 1536–1540

•	Wikariusz Generalny i Wicekról do spraw religijnych: 18 lipca 1536

•	Gubernator wyspy Wight: 2 listopada 1538–1540

•	Wielki Szambelan: 17 kwietnia 1540

oraz wiele mniej znaczących posad .

### Anna Boleyn
Od 1527 r. Henryk VIII próbował uzyskać unieważnienie swojego małżeństwa z Katarzyną Aragońską, by móc legalnie poślubić Annę Boleyn. W centrum starań o unieważnienie znalazła się doktryna królewskiej supremacji nad Kościołem. Do jesieni 1531 r. Cromwell przejął kontrolę nad prawnymi i parlamentarnymi interesami króla, współpracując z Thomasem Audleyem, dołączając jednocześnie do wewnętrznego, bardziej znaczącego kręgu Rady. Następnej wiosny zyskał wpływ na wybory do Izby Gmin . Trzecie posiedzenie tzw. Parlamentu Reformacyjnego zaplanowano na październik 1531 r., zostało jednak przełożone na 15 stycznia 1532 r. z powodu niezgodności wśród rządzących. Cromwell dążył do ustanowienia królewskiej supremacji, kierował więc Izbą Gmin poprzez wznawianie antyklerykalnych haseł i skarg, wyrażonych już wcześniej na posiedzeniu w 1529 r. 18 marca 1532 r. Gminy dostarczyły królowi dokument, potępiający nadużycia księży oraz władzę sądów kościelnych, nazywający Henryka „jedyną głową, suwerennym panem, opiekunem i obrońcą” Kościoła. Akt z 1529 r. zabraniał księżom odwoływania się do sądów kościelnych w jakiejkolwiek sprawie. Podlegali natomiast sądom powszechnym na równych zasadach z osobami świeckimi. Księża przeciwstawiali się, skapitulowali jednak pod groźbą represji. 14 maja 1532 r. parlament został zamknięty. Dwa dni później Tomasz More zrzekł się stanowiska lorda kanclerza, uświadomiwszy sobie, iż nie jest w stanie uratować pierwszego małżeństwa Henryka. Rezygnacja More’a z członkostwa w Radzie oznaczała triumf dla Cromwella i frakcji reformacyjnej .
Król okazał Cromwellowi wdzięczność, mianując go lordem Romney w Newport (Walia) oraz nadając mu stosunkowo mało znaczące funkcje: strażnika klejnotów królewskich (14 kwietnia 1532), tzw. clerk of the Hanaper (16 lipca 1532) i kanclerza skarbu (12 kwietnia 1533). Żadne z tych nadań nie zapewniało wysokiego dochodu, dawały one jednak Cromwellowi miejsce w trzech najważniejszych instytucjach rządowych: bezpośrednim otoczeniu króla, Kancelarii i Skarbcu .

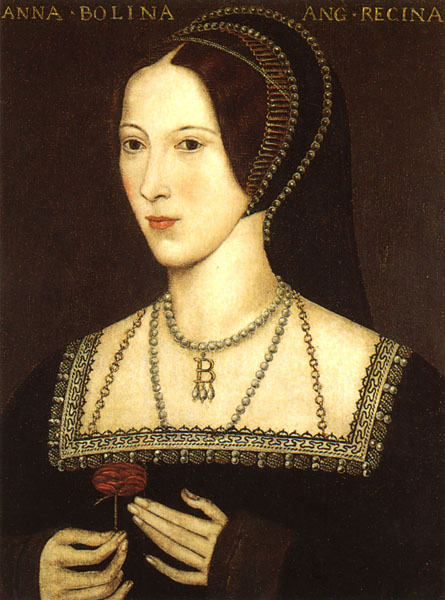
Anna Boleyn

26 stycznia 1533 r. Audley został wyznaczony na lorda kanclerza, Cromwell natomiast wzmógł swoją kontrolę nad Izbą Gmin poprzez zarządzanie wyborami uzupełniającymi. Oficjalny ślub Henryka i Anny odbył się 25 stycznia 1533 r. – poprzedzał go sekretny ślub 14 listopada 1532 r., według większości historyków zawarty w Calais. 23 maja 1533 r. nowo obrany arcybiskup Canterbury, Thomas Cranmer, uznał małżeństwo Henryka i Katarzyny za nieważne; pięć dni później ogłosił małżeństwo Henryka z Anną ważnym.
Na posiedzeniu parlamentu, rozpoczętym 4 lutego, Cromwell przedstawił nową ustawę ograniczającą prawo apelacji do Rzymu. 30 marca Cranmer został wyświęcony na arcybiskupa Canterbury, a Konwokacja Canterbury i Yorku natychmiast uznała małżeństwo Henryka z Katarzyną za niezgodne z prawem. W pierwszych dniach kwietnia 1533 r. parlament uchwalił ustawę Cromwella jako Akt o Zakazie Apelacji do Rzymu (Act of Restraint of Appeals), dzięki czemu werdykt dotyczący małżeństwa króla nie mógł być kwestionowany przez papiestwo. 11 kwietnia arcybiskup Cranmer podważył na piśmie ważność małżeństwa Henryka i Katarzyny (pro forma) i wysłał dokument królowi. Oficjalny proces rozpoczął się 10 maja 1533 r. w Dunstable, a 23 maja ogłoszono jego wynik, potwierdzający, iż małżeństwo króla i Katarzyny jest nieważne. Pięć dni później uznano związek Henryka i Anny za prawomocny. 1 czerwca odbyła się koronacja Anny .
W grudniu król upoważnił Cromwella do akcji dyskredytującej papiestwo, po kraju rozesłano więc kazania i pamflety bezpośrednio atakujące papieża. W 1534 r. zwołano nowy parlament, znów nadzorowany przez Cromwella, by wprowadzić prawa konieczne do ostatecznego, formalnego zerwania z Rzymem. Werdykt arcybiskupa Cranmera przybrał formę ustawową jako Akt Sukcesji, Akt o Dyspensach (Dispensations Act) utrwalił królewską supremację, a Akt Poddania się Kleru (Submission of the Clergy Act) nadał moc prawną wydarzeniom z 1532 r., kiedy to Konwokacja zrzekła się możliwości stanowienia prawa kanonicznego bez zgody monarchy. 30 marca 1534 r. Audley potwierdził ważność nowych ustaw w imieniu króla .

## Pierwszy minister
W kwietniu 1534 r. król ogłosił Cromwella swoim sekretarzem i pierwszym ministrem. Funkcje te były de facto pełnione nieoficjalnie przez Cromwella już od dłuższego czasu. Posiedzenie Parlamentu kończyło się 30 marca, jednak zanim to nastąpiło, posłowie zostali zobowiązani do złożenia przysięgi na ważność Aktu Sukcesji. Wszyscy Anglicy musieli teraz przysiąc, że uznają małżeństwo króla z Anną, co w konsekwencji oznaczało akceptację jego nowych kompetencji i odłączenia się od Rzymu. 13 kwietnia londyński kler złożył przysięgę. Thomas More oraz Jan Fisher, biskup Rochester, odmówili. Fishera aresztowano tego samego dnia, a 17 kwietnia osadzono go w Tower of London. More dołączył do niego cztery dni później. 18 kwietnia mieszkańcy Londynu otrzymali nakaz złożenia przysięgi, który następnie zaczął obowiązywać w całym kraju. Gdy w listopadzie Parlament zebrał się ponownie, Cromwell przeprowadził najbardziej znaczącą zmianę praw dotyczących zdrady od 1352 r. Za zdradę uznano wypowiedzi podważające autorytet lub tytuły członków rodziny królewskiej, a także nazywanie króla heretykiem, niewiernym, tyranem czy uzurpatorem. Akt Supremacji wyjaśniał, na czym polega rola Henryka jako głowy Kościoła, natomiast Akt o Pierwocinach i Dziesięcinie (Act of First Fruits and Tenths) znacznie zwiększył podatki obowiązujące księży. Zwiększyły się też wpływy samego Cromwella. 21 stycznia 1535 r. Henryk mianował go Wicekrólem do spraw religijnych oraz Wikariuszem Generalnym, zlecając mu wizytację wszystkich kościołów, klasztorów i innych instytucji kościelnych w państwie. W 1535 r. Cromwell przeprowadził cenzus, który pozwolił na bardziej efektywne opodatkowanie majątków Kościoła .

### Upadek Anny Boleyn

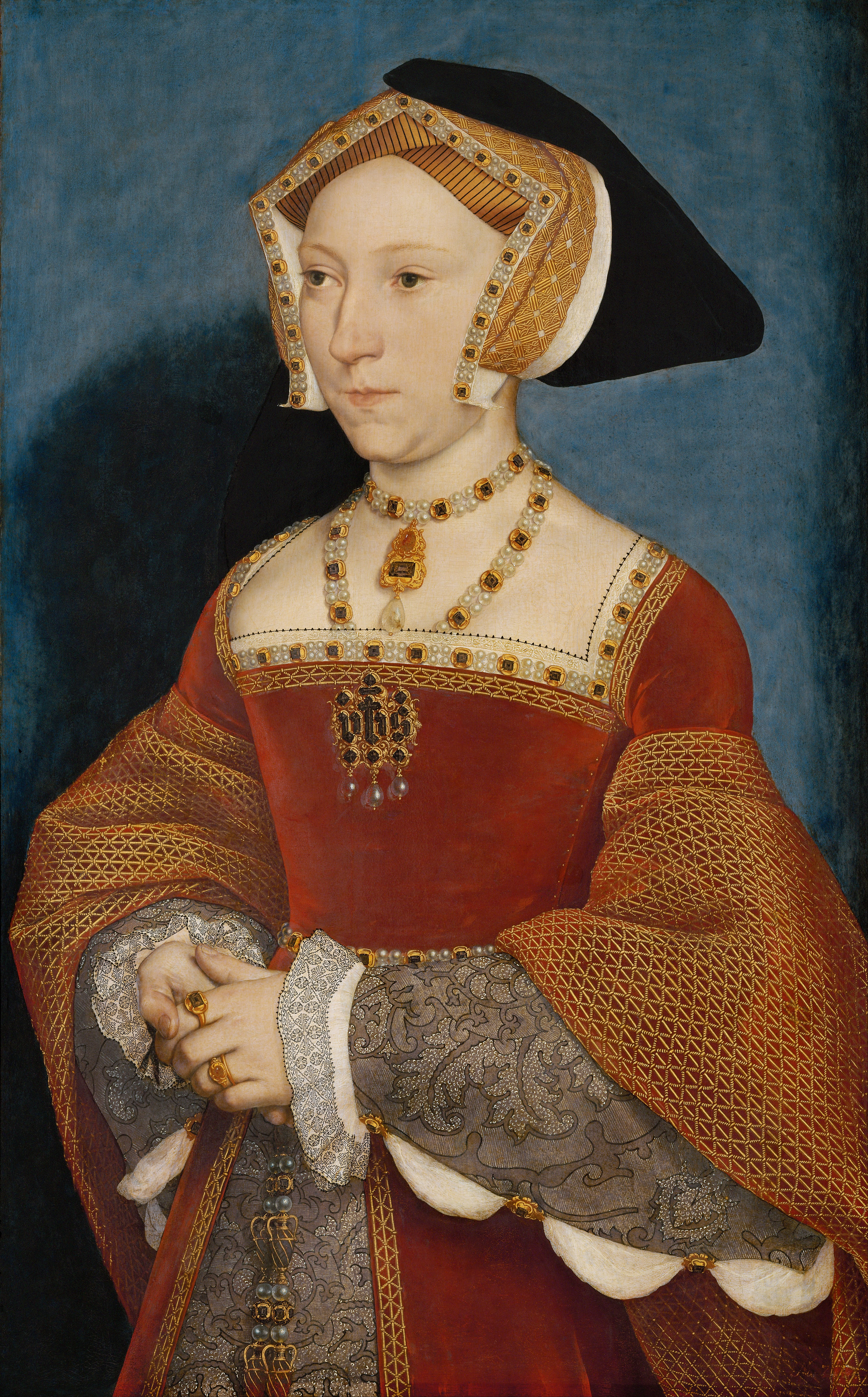
Jane Seymour, Hans Holbein (młodszy)

Ostatnie posiedzenie Parlamentu Reformacyjnego rozpoczęło się 4 lutego 1536 r. 18 marca Akt Supresji Mniejszych Klasztorów (Act for the Suppression of the Lesser Monasteries), czyli tych z dochodem mniejszym niż 200 funtów na rok, został zaakceptowany przez obie Izby. Doprowadziło to do konfliktu z Anną Boleyn, niegdyś sojuszniczką Cromwella – chciała, by uzyskane z likwidacji klasztorów fundusze zostały przeznaczone na cele edukacyjne i dobroczynne, nie zaś przekazane bezpośrednio królowi. Anna nakazała swoim kapelanom wygłaszać kazania wymierzone w pierwszego ministra. 2 kwietnia 1536 r. jej jałmużnik, John Skip, potępił Cromwella oraz innych członków Tajnej Rady w płomiennej przemowie przed całym dworem królewskim. Intencją Skipa było przekonanie dworzan i Rady do udzielania królowi lepszych rad oraz odrzucenia pokusy osobistego zysku. Doradcy postawili Skipa przed sądem, oskarżając go o złośliwość, zniesławienie, arogancję, podburzanie, zdradę, nieposłuszeństwo wobec Ewangelii i promowanie anarchii.
Anna nigdy nie była popularna, zarówno na dworze, jak i wśród ludu. Nie była też w stanie dać królowi męskiego potomka. Zniecierpliwienie Henryka rosło. W 1536 r. nawiązał romans z Jane Seymour, młodą dwórką swojej żony, zachęcany przez wrogów Anny, szczególnie przez Nicholasa Carewa i rodzinę Seymourów. W niejasnych okolicznościach Annę oskarżono o cudzołóstwo z Markiem Smeatonem – nadwornym muzykiem, Henrym Norrisem, sir Francisem Westonem, Williamem Breretonem oraz swoim własnym bratem, George’em Boleynem.
Niezależnie od tego, jaką rolę Cromwell grał w upadku Anny Boleyn, czy od jego jawnej wrogości wobec niej, relacje Eustace Chapuysa (ambasadora Świętego Cesarstwa Rzymskiego) podkreślają, iż pierwszy minister działał z polecenia króla. Większość historyków twierdzi jednak, że upadek i egzekucja królowej były dziełem Cromwella. Anna i jej brat stanęli przed sądem 15 maja, podczas gdy pozostali czterej oskarżeni zostali skazani wcześniej, 8 maja. Mężczyzn stracono 17 maja 1536 r.; tego samego dnia Cranmer ogłosił małżeństwo Anny i Henryka nieważnym, co usuwało ich córkę, księżniczkę Elżbietę, z linii sukcesji. Dwa dni później odbyła się egzekucja Anny. 30 maja król poślubił Jane Seymour. 8 czerwca Parlament uchwalił drugi Akt Sukcesji, zapewniając prawo do tronu przyszłym dzieciom Henryka i królowej Jane .

### Baron Cromwell i lord tajnej pieczęci

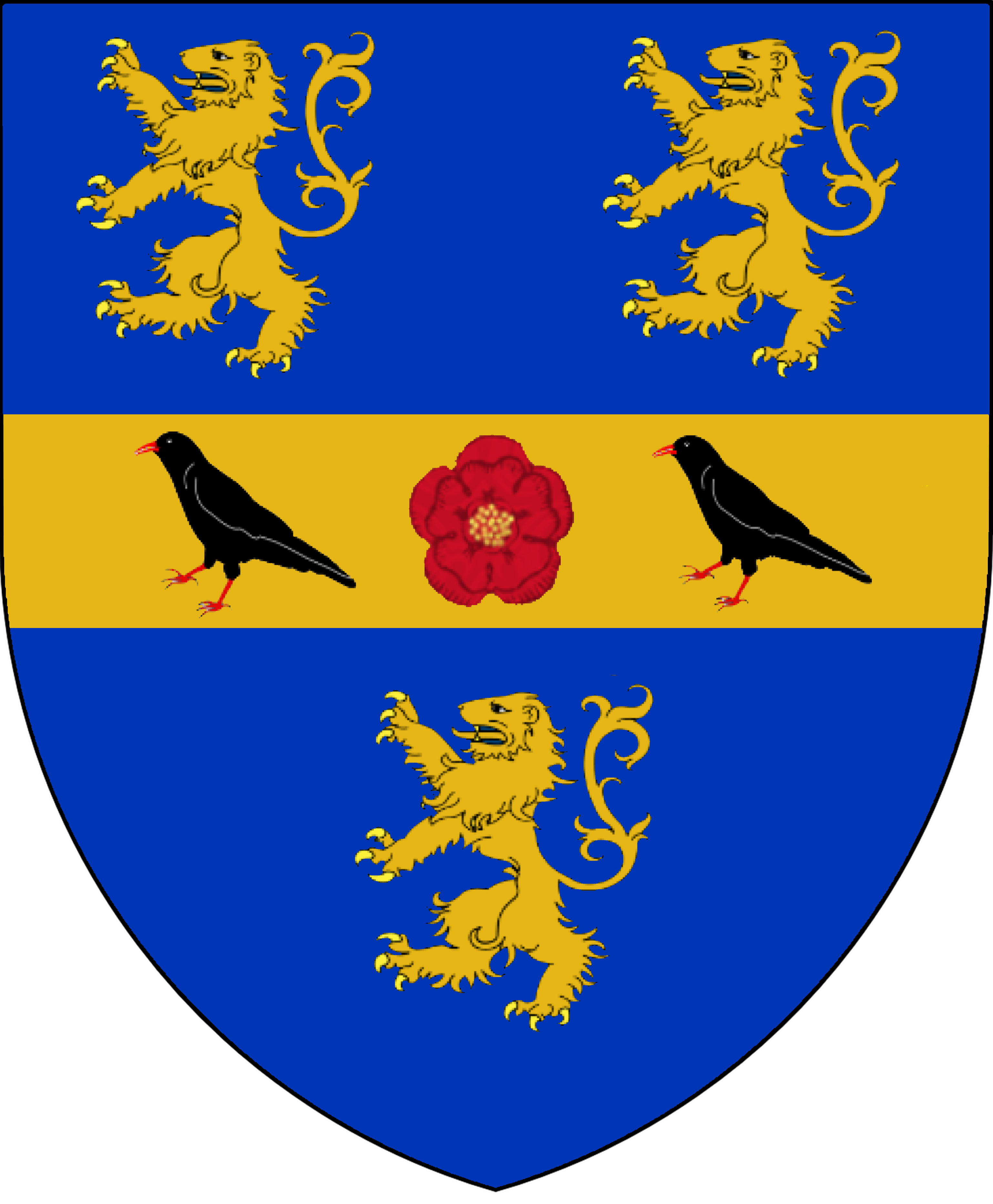
Herb sir Thomasa Cromwella 1532-1537

Pozycja Cromwella była teraz silniejsza niż kiedykolwiek. Zastąpił ojca Anny Boleyn, Tomasza Boleyna, na stanowisku lorda tajnej pieczęci 2 lipca 1536 r. 8 lipca został wyniesiony do godności para jako baron Wimbledonu.

### Reforma religijna
Cromwell przewodził likwidacji klasztorów i wizytacjom w tych uniwersytetach i szkołach, które miały bliskie powiązania z Kościołem. Skutkami były konfiskata i zniszczenie wielu książek uznanych za „papieskie” i „zabobonne”. Incydent ten został nazwany „prawdopodobnie największą katastrofą w historii literatury angielskiej”. Uniwersytet Oksfordzki pozostał bez zbiorów bibliotecznych aż do darowizny sir Thomasa Bodleya w 1602 r. W lipcu 1536 r. podjęto pierwszą próbę systematyzacji doktryny od czasu oddzielenia się od Rzymu. Biskup Edward Foxe przedstawił swoje propozycje Konwokacji – dysponując mocnym wsparciem ze strony Cromwella i Cranmera – które następnie zostały zaakceptowane przez króla. Nazwano je Dziesięcioma Artykułami Wiary (Ten Articles of Faith, część 39 artykułów) i wydrukowano w sierpniu 1536 r. Wprowadzając nową doktrynę w życie, Cromwell stosował też dodatkowe nakazy, które we wrześniu i październiku sprowokowały opozycję, najpierw w Lincolnshire, a następnie w sześciu innych północnych hrabstwach. Ten powszechny bunt ludowy znalazł też poparcie wśród szlachty, ziemiaństwa, a szczególnie wśród kleru. Jest on znany pod nazwą Pielgrzymki Łaski. Zakres skarg przedstawianych przez buntowników był szeroki. Za najważniejszy z problemów uznano likwidację klasztorów, o którą oskarżano „złych doradców” króla, zwłaszcza Cromwella i Cranmera. Jeden z przywódców rebelii, baron Thomas Darcy, tuż przed swoją egzekucją udzielił Cromwellowi proroczego ostrzeżenia: „Innych, którzy byli z królami w tak dobrych stosunkach, jakimi ty się teraz cieszysz, spotkał taki sam los, jaki mi zgotowałeś” .

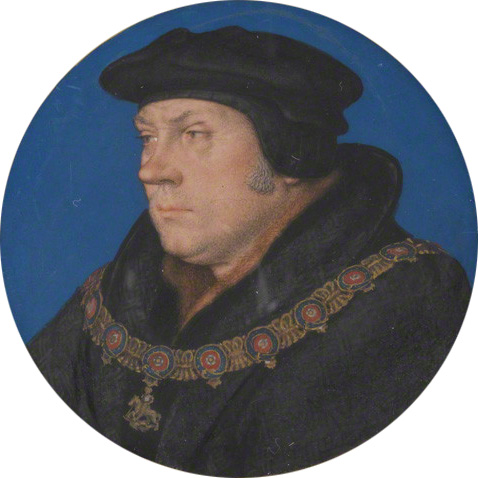
Thomas Cromwell, miniaturowy portret z Orderem Podwiązki, Hans Holbein

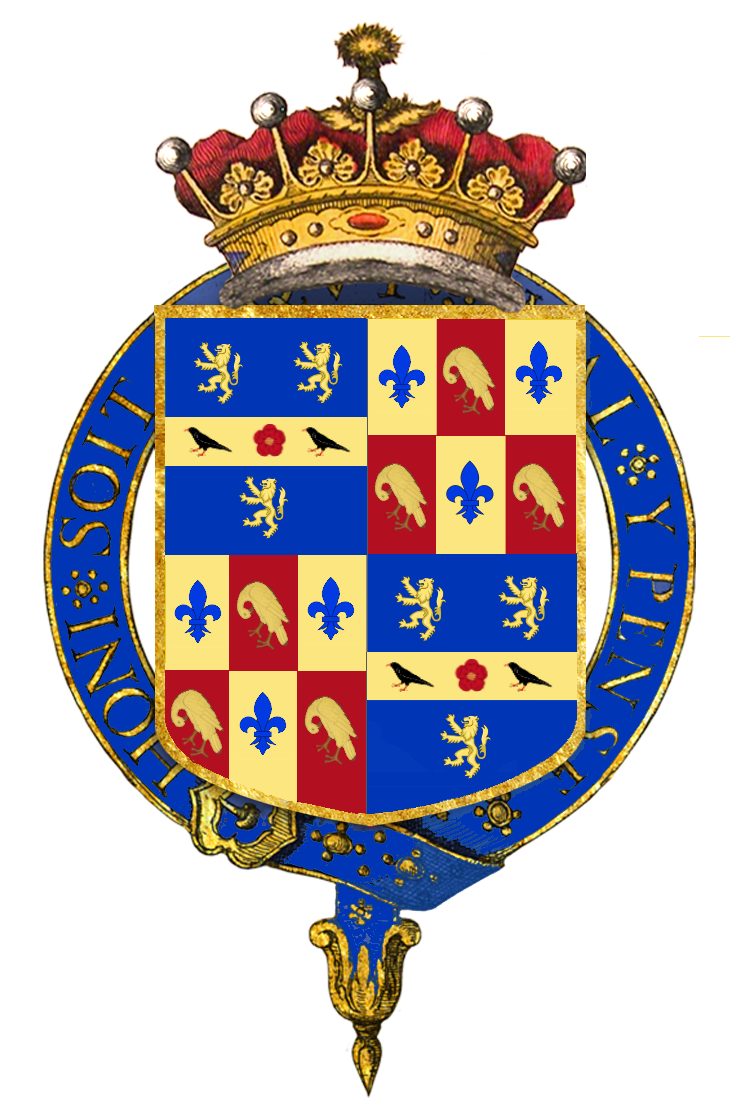
Herb Thomasa Cromwella w momencie przyznania mu Orderu Podwiązki

Stłumienie powstania pobudziło rozwój reformacji. W lutym 1537 r. Cromwell zwołał synod biskupów i doktorów, współkoordynowany przez Cranmera i Foxe’a. Skutkiem było przygotowanie – około lipca – projektu Instytucji Chrześcijanina (Institution of a Christian Man, także część 39 artykułów), znanego lepiej jako Księga Biskupów. Do października dokument zaczął obowiązywać, choć król nie udzielił jeszcze pełnego pozwolenia. Sukces Cromwella w polityce Kościoła oraz jego wpływy zostały jednak osłabione przez powstanie nowej Tajnej Rady, składającej się z arystokratów i urzędników, którzy brali razem udział w tłumieniu Pielgrzymki Łaski. Henryk potwierdził swoje poparcie dla działań Cromwella, przyznając mu 5 sierpnia 1537 r. Order Podwiązki. Nie zmienia to jednak faktu, iż pierwszy minister musiał zaakceptować istnienie ciała administracyjnego, zdominowanego przez jego konserwatywnych oponentów . W styczniu 1538 r. Cromwell rozpoczął rozległą kampanię przeciw wszystkiemu, co uznano za „bałwochwalcze”. Konfiskowano figury i obrazy, likwidowano lektoria. Punktem kulminacyjnym była zrealizowana we wrześniu rozbiórka sanktuarium św. Tomasza Becketa w Canterbury. Także we wrześniu Cromwell opublikował nowy zestaw instrukcji, wypowiadając otwartą wojnę „pielgrzymkom, fałszywym relikwiom i obrazom oraz innym tego typu zabobonom”, a także nakazując, by „jedna cała Biblia po angielsku” znalazła się w każdym kościele. Ponadto za przykładem „dobrowolnego” poddania się mniejszych klasztorów w roku poprzednim, większe klasztory zostały także „zaproszone” do tego samego w 1538 r. Proces ten został uprawomocniony podczas posiedzenia Parlamentu w 1539 r. i zakończony w następnym roku .

#### Opór wobec kolejnych reform
Reformacja traciła poparcie króla. Ponieważ frakcja konserwatywna zyskiwała siłę na dworze, Cromwell podjął inicjatywę przeciwko swoim wrogom. W listopadzie 1538 r. uwięził markiza Exeter, sir Edwarda Neville’a, oraz sir Nicholasa Carewa pod zarzutem zdrady, powołując się na zeznania złożone przez sir Geoffreya Pole’a podczas przesłuchania w Tower. Wszyscy trzej zostali straceni w ciągu następnych miesięcy. 17 grudnia 1538 r. Inkwizytor Generalny Francji zakazał druku Wielkiej Biblii Milesa Coverdale’a. Cromwell przekonał króla Francji do udostępnienia mu niedokończonych książek, by drukowanie mogło zostać dokończone w Anglii. Pierwsze wydanie ukazało się w kwietniu 1539 r. Publikacja Wielkiej Biblii była jednym z najważniejszych osiągnięć Cromwella, jako pierwsza autorytatywna wersja po angielsku . Król sprzeciwiał się jednak dalszemu postępowi Reformacji. Powołano specjalną komisję parlamentarną, której zadaniem było rozpatrzenie doktryny. 16 maja 1539 r. Thomas Howard, książę Norfolk, przedstawił Izbie Lordów sześć pytań, które następnie stały się podstawą Aktu Sześciu Artykułów (Six Articles), uchwalonego niedługo przed zakończeniem posiedzenia (28 czerwca). Sześć Artykułów przywracało tradycyjne poglądy na temat mszy, sakramentów i kapłaństwa .

### Anna Kliwijska
Jane Seymour zmarła w 1537 r., niecałe dwa tygodnie po urodzeniu swojego jedynego dziecka, przyszłego króla Edwarda VI. W początkach października 1539 r. Henryk wreszcie zaakceptował sugestie Cromwella, który doradzał mu małżeństwo z Anną Kliwijską, siostrą księcia Wilhelma Bogatego. Częściowo przekonał go portret księżniczki namalowany przez Hansa Holbeina. 27 grudnia Anna przybyła do Dover. W Nowy Rok 1540 król spotkał się z nią w Rochester i natychmiast dał do zrozumienia, że dama wzbudza w nim wstręt: „Nie podoba mi się!”. Ślub odbył się 6 stycznia w Greenwich, małżeństwo pozostało jednak nieskonsumowane. Henryk twierdził, iż nie jest w stanie utrzymywać relacji małżeńskich z kobietą, która jest dla niego tak nieatrakcyjna.

### Hrabia Essex
18 kwietnia 1540 r. Henryk nadał Cromwellowi hrabstwo Essex i tytuł Lorda Wielkiego Szambelana (Lord Great Chamberlain).  Pomimo tych oznak królewskiej łaski jego kadencja na stanowisku pierwszego ministra dobiegała końca. Złość Henryka, spowodowana koniecznością poślubienia Anny Kliwijskiej, stanowiła okazję dla konserwatywnych wrogów Thomasa – zwłaszcza księcia Norfolk – chcących doprowadzić do jego upadku.

### Egzekucja
Głównymi przyczynami upadku Cromwella były sympatia do protestantyzmu oraz zaaranżowane, nieudane małżeństwo władcy z Anną Kliwijską. Niektórzy historycy uważają, że częściowo odpowiedzialny za upadek ministra był Hans Holbein, ponieważ stworzył bardzo pochlebny portret Anny, który mógł zwieść króla (obraz znajduje się obecnie w Luwrze w Paryżu). Zakłada się też, że Cromwell zapewniał Henryka o urodzie Anny, wyolbrzymiając jej atuty.
Plan sojuszu francusko-cesarskiego (przyczyna nawiązania współpracy z Kliwią) nie doszedł ostatecznie do skutku, co oznaczało, że król został poddany niepotrzebnym trudnościom małżeńskim. Główny sekretarz tracił kontrolę nad wydarzeniami. Na początku 1540 r. konserwatywni przeciwnicy Cromwella, z Thomasem Howardem i biskupem Stephenem Gardinerem na czele, zobaczyli w Katarzynie Howard szansę na usunięcie wroga.
10 czerwca 1540 r. Cromwella aresztowano na zebraniu rady i przedstawiono mu listę zarzutów. Jego przeciwnicy starali się go upokorzyć: zerwali mu z szyi łańcuch orderowy (element Orderu Podwiązki), twierdząc, iż „zdrajca nie powinien go nosić”. Pierwszą reakcją Cromwella był sprzeciw: zaznaczył, że „to nagroda za wierną służbę” i oznajmił pozostałym członkom rady, że jeżeli uznają to za słuszne, mogą nazwać go zdrajcą. Następnie został uwięziony w Tower. 17 czerwca akt oskarżenia został przedstawiony Izbie Lordów, a 29 czerwca zatwierdzony. Wśród zarzutów znalazły się m.in. wspieranie anabaptystów, korupcja, pobłażanie wykroczeniom, dążenie do własnego zysku, ochrona protestantów oskarżonych o herezję (tj. nieposłuszeństwo wobec Sześciu Artykułów), a także plan poślubienia Marii Tudor . Posądzano go także o kontakty z osobami zaprzeczającymi transsubstancjacji z Calais.
Odebrano mu wszystkie tytuły i stanowiska, jednak król nie zezwolił na egzekucję przed anulowaniem małżeństwa z Anną Kliwijską. Anna, wykazując się rozsądkiem, chętnie zgodziła się na unieważnienie, wskutek czego została bardzo hojnie potraktowana przez Henryka. Licząc na łaskę, Cromwell napisał list, w którym wyrażał poparcie dla zakończenia małżeństwa (była to jego ostatnia próba skontaktowania się z królem). Pismo zakończył słowami: „Najłaskawszy Książę, wołam o litość, litość, litość.”
Cromwell został skazany na śmierć bez procesu i publicznie stracony poprzez dekapitację 28 lipca 1540 r., w dniu ślubu Henryka i Katarzyny Howard . Kat miał poważne trudności z odcięciem głowy. Na szafocie Cromwell odmówił modlitwę i wygłosił przemówienie: oświadczył, że umiera „w tradycyjnej wierze” (katolickiej) oraz zaprzeczył, jakoby kiedykolwiek pomagał heretykom. Edward Hall – współczesny mu kronikarz – zapisał, iż Cromwell „cierpliwie zniósł uderzenie siekierą zadane przez rzeźnika, który bardzo niedbale wykonywał swój obowiązek.” Głowa Cromwella została następnie zatknięta na London Bridge .
Tak Hall opisał upadek Cromwella:
„Wielu ludzi lamentowało, lecz więcej cieszyło się, zwłaszcza jeżeli byli osobami pobożnymi lub dostojnikami kościelnymi; ucztowali więc i triumfowali tamtej nocy – wielu wolałoby, by ten dzień nadszedł siedem lat wcześniej, niektórzy zaś nie byli w stanie świętować w obawie przed jego [Cromwella] ucieczką. Ci, którzy poznali tylko prawdę, opłakiwali go i serdecznie się za niego modlili. Jest jednak pewne, że pośród niektórych kleryków był darzony obrzydliwą nienawiścią – był bowiem człowiekiem, który nie wydawał się popierać jakiegokolwiek rodzaju papizmu; nie mógł też znieść dumy niektórych prałatów, która, cokolwiek inne było przyczyną jego śmierci, skróciła mu życie i sprawiła, że tak skończył”.
Henryk pożałował swojej decyzji i oskarżył pozostałych doradców o spowodowanie upadku Cromwella poprzez „preteksty” i „fałszywe oskarżenia”. Według relacji francuskiego ambasadora, Charlesa de Marillac, król rozpaczał, że Pod pretekstem kilku drobnych wykroczeń oskarżyli i skazali na śmierć najwierniejszego sługę, jakiego kiedykolwiek miał.
Historyk G. R. Elton zwrócił uwagę na pewną „tajemnicę” związaną z upadkiem Cromwella. W kwietniu 1540 r., zaledwie trzy miesiące przed tym, jak trafił na szafot, pierwszy minister został mianowany hrabią Essex i Lordem Wielkim Szambelanem. Despotyczne i nieprzewidywalne skłonności króla, które dawały o sobie znać wielokrotnie podczas jego panowania, doszły do głosu raz jeszcze i stały się przyczyną końca ministra.
Podczas swoich rządów Cromwell umiejętnie zarządzał finansami króla i zwiększył zasięg jego władzy. W 1536 r. powołał specjalny sąd (Court of Augmentations), mający nadzorować ogromny przychód związany z likwidacją klasztorów. Inne ważne instytucje finansowe, sąd rozstrzygający sprawy o pieczę nad nieletnimi (Court of Wards) i Sąd Pierwocin i Dziesięciny (Court of First Fruits and Tenths) także zawdzięczają mu swoje istnienie, chociaż zaczęły funkcjonować dopiero po jego śmierci. Wzmocnił królewską władzę na północy Anglii poprzez reformę Rady Północnej (Council of the North), wprowadził protestantyzm w Irlandii oraz był twórcą Aktów o Prawach Walii (Laws of Wales Acts), uchwalonych w latach 1535 i 1542, które zapewniły stabilność i zdobyły poparcie dla królewskiej supremacji nad Walią. W latach 30. przeprowadził istotne reformy gospodarcze i społeczne, do których można zaliczyć działania przeciwko ogradzaniu pól, promocję eksportu angielskich tkanin i ustawę związaną z prawem ubogich w 1536 r. 

## Poglądy religijne
Chociaż Cromwell zawsze miał na uwadze przede wszystkim względy polityczne, historycy zgadzają się co do faktu, że – przynajmniej podczas sprawowania władzy – był protestantem o mentalności luterańskiej. Reforma anglikańska była dla niego czymś więcej niż rewolucją prawniczą, skrytą pod maską zmian religijnych. W latach 30. promował idee protestanckie w celu nawiązania sojuszu z niemieckimi księstwami, które przyjęły luteranizm. Jego poparcie dla protestantyzmu było jednak zbyt ogólne, by dało się je wytłumaczyć za pomocą wąskich terminów politycznych. W 1535 r. Cromwellowi udało się doprowadzić do wyświęcenia reformatorów – Hugh Latimera, Edwarda Foxe’a i Nicholasa Shaxtona – na biskupów. Wspierał też pracę innych reformatorów, takich jak Robert Barnes; otrzymał także licencję na publikację tzw. Biblii Mateusza (Matthew’s Bible), angielskiego przekładu Pisma Świętego; zorganizował fundusze na jej druk i wysłał po jednym egzemplarzu do wszystkich parafii w Anglii. Przed 1538 r. na wszystkie kościoły nałożono obowiązek posiadania Biblii. Poprawiona wersja, Wielka Biblia, była powszechnie dostępna od 1539 r. – ilustracja na stronie tytułowej przedstawiała Henryka VIII, Cromwella i Cranmera.
Wysunięte przeciw Cromwellowi w 1540 r. oskarżenie o wspieranie anabaptystów, chociaż fałszywe, demonstruje skalę ewangelickich skłonności, z jakich był znany.

## Znaczenie w historii
Do lat 50. XX wieku historycy pomniejszali rolę Cromwella, twierdząc, że był jedynie agentem despotycznego Henryka VIII; Encyklopedia Britannica podaje, że „jego kompetencje zostały przecenione”. Jednak Geoffrey Elton umieścił go w centrum rewolucji politycznej w swojej książce Rewolucja Tudorów (1953). Elton przedstawił Cromwella jako przewodzącego zmianom geniusza, organizującego rozłam między Anglią i Rzymem oraz tworzącego prawa i procedury administracyjne, które ukształtowały post-reformacyjną Anglię. Według Eltona, Cromwell był odpowiedzialny za przeniesienie królewskiej supremacji na grunt parlamentarny, powołanie nowych instytucji, które przejęły kontrolę nad majątkiem Kościoła, a także (w znacznym stopniu) za usunięcie charakterystycznych dla średniowiecza elementów władzy centralnej.
Późniejsi historycy zgadzali się z Eltonem co do znaczenia Cromwella, ale nie z twierdzeniami o „rewolucji”. Leithead (2004) napisał: „Mimo znacznego sprzeciwu zapewnił akceptację nowych kompetencji króla, stworzył bardziej jednolite oraz łatwiejsze w rządzeniu królestwo oraz dostarczył Koronie - przynajmniej tymczasowo - znaczące posiadłości ziemskie” .

## Potomkowie
Syn Thomasa Cromwella, Gregory Cromwell, poślubił Elizabeth Seymour – siostrę królowej Jane Seymour i wdowę po sir Anthonym Ughtred. Mieli pięcioro dzieci:
- Henry Cromwell
- Edward Cromwell
- Katherine Cromwell
- Frances Cromwell
- Thomas Cromwell.

Nieślubna córka Cromwella, Jane, i jej mąż William Hough mieli córkę Alice.
Purytański przywódca Oliver Cromwell był prawnukiem Richarda Cromwella – siostrzeńca Thomasa Cromwella.

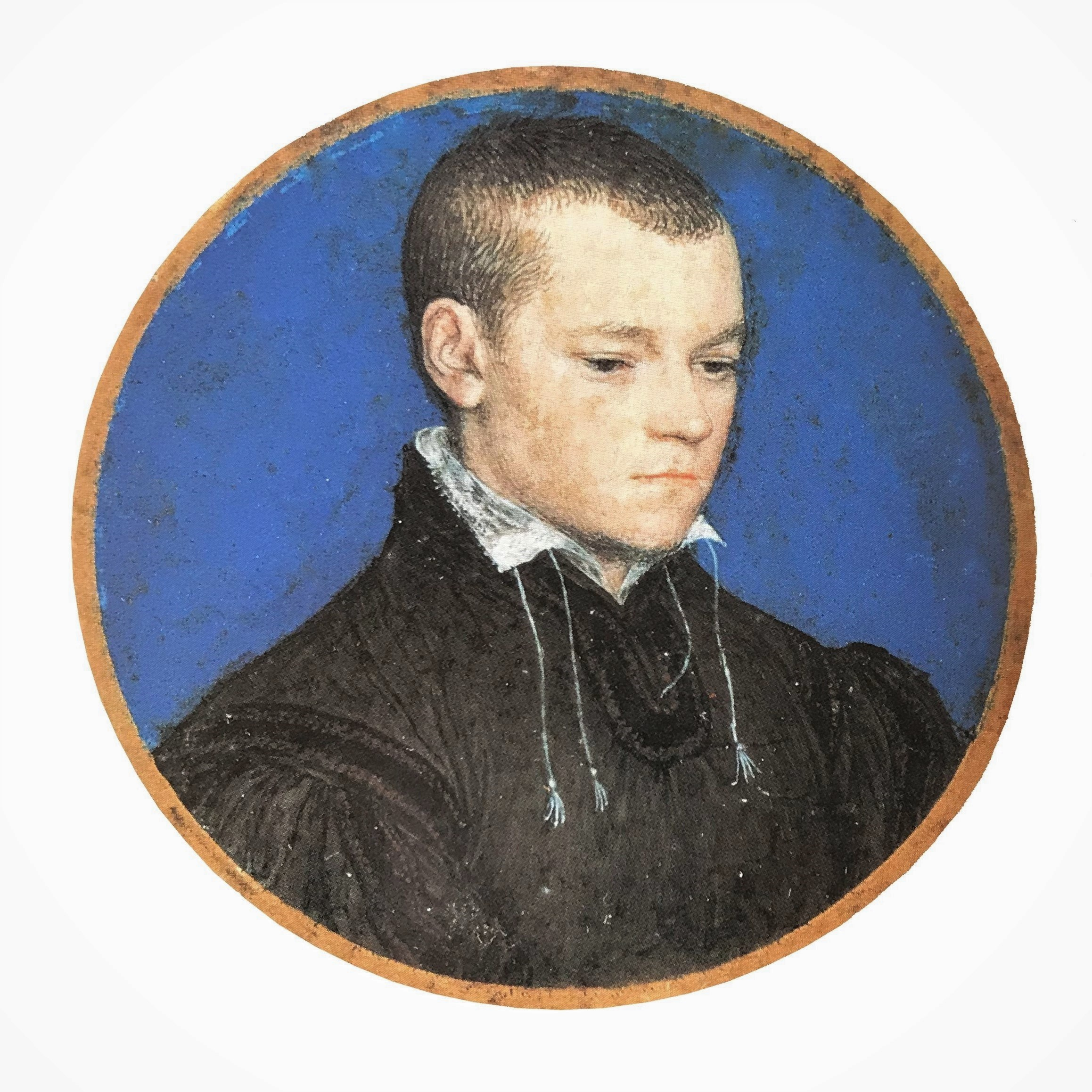
Portret młodego mężczyzny, prawdopodobnie Gregory’ego Cromwella (autor: Hans Holbein)
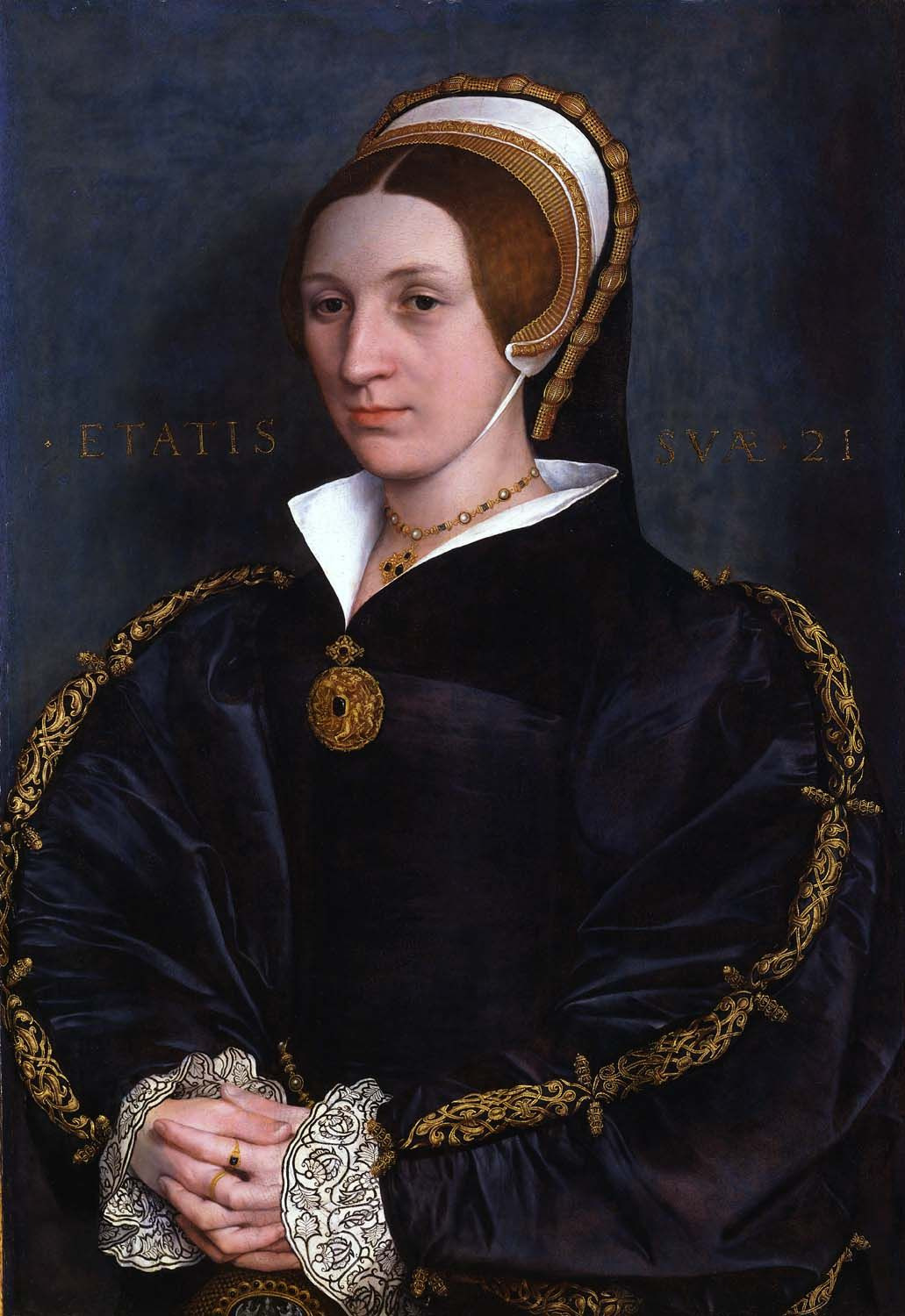
Portret młodej kobiety, prawdopodobnie Elizabeth Seymour (autor: Hans Holbein)
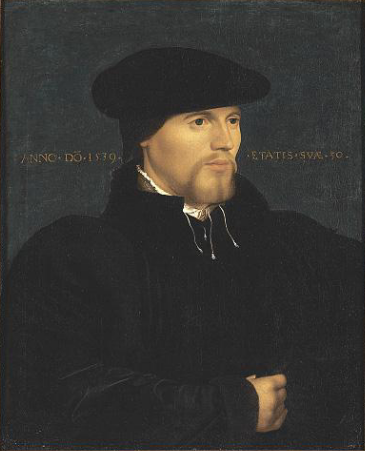
Portret mężczyzny, prawdopodobnie Richarda Cromwella
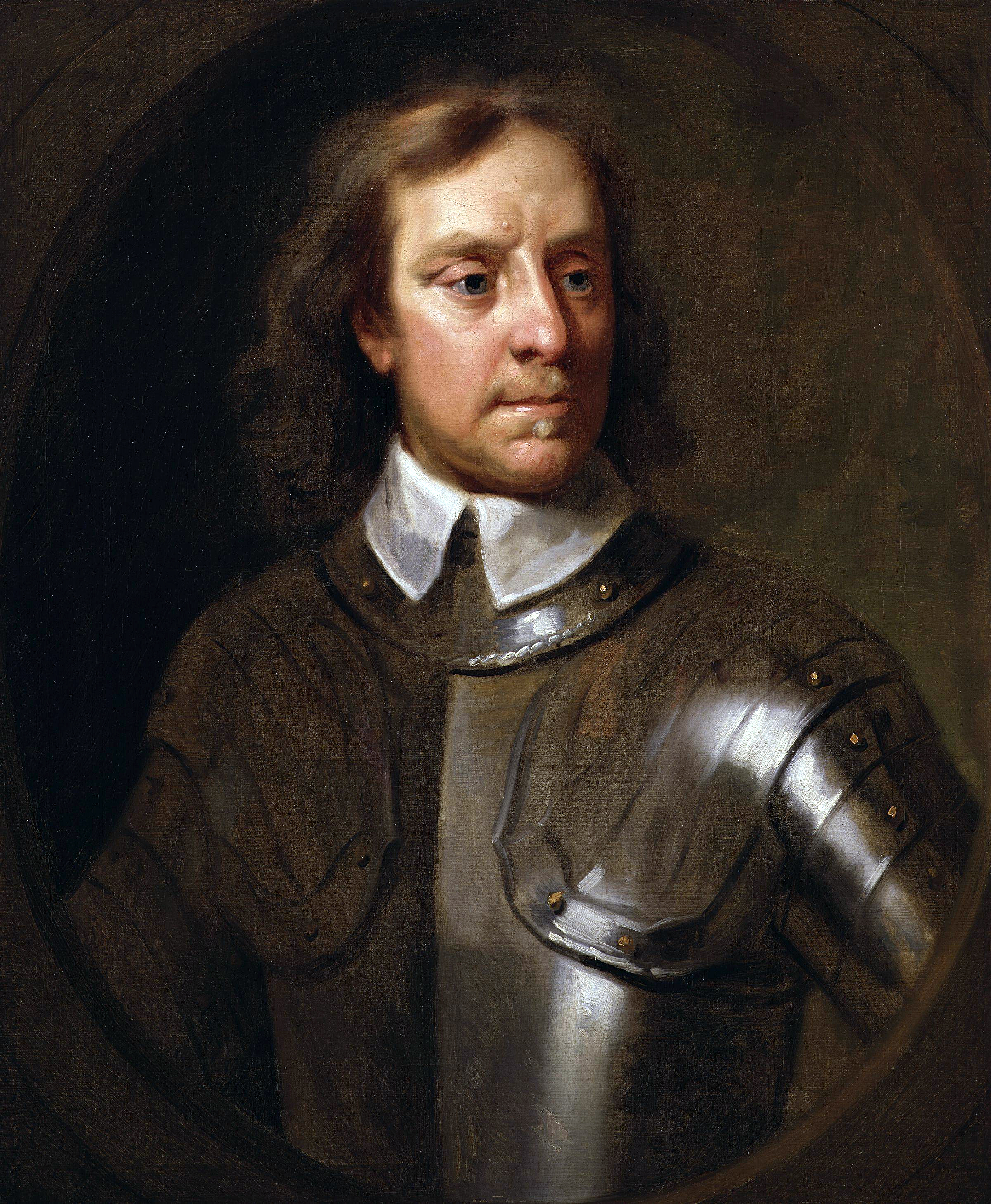
Oliver Cromwell

## Portrety Hansa Holbeina
Thomas Cromwell, tak samo jak Anna Boleyn i Thomas More, był patronem Hansa Holbeina Młodszego. Portrety Cromwella i More’a znajdują się w nowojorskiej Frick Collection.